# 23ji no Ongaku
23ji no Ongaku (23時の音楽) est un album de Yōko Kanno en collaboration avec Māya Sakamoto, sorti sous le label Victor Entertainment le 22 mai 2002 au Japon.

## Présentation
Cet album a atteint la 32e place du classement de l'Oricon et reste classé pendant trois semaines. C'est un album soundtrack pour la radio drama Mayonaka wa Betsu no Kao. L'album contient plusieurs chansons chantées par Māya Sakamoto.

## Liste des titres
Toute la musique et les arrangements ont été composées par Yōko Kanno.
| 1.  | Two things                                   | 3:18 |
| 2.  | Here (Māya Sakamoto)                         | 5:04 |
| 3.  | Daniel (ダニエル (Māya Sakamoto))            | 3:47 |
| 4.  | Pepper stretch                               | 3:40 |
| 5.  | Kissing the christmas killer (Māya Sakamoto) | 4:27 |
| 6.  | Trust me (Māya Sakamoto)                     | 3:17 |
| 7.  | Noelle (ノエル)                              | 3:08 |
| 8.  | Fad (ファド (Māya Sakamoto))                 | 3:10 |
| 9.  | Tarkan (タルカン)                            | 2:18 |
| 10. | Penguin Shuurinin (ペンギン修理人)           | 3:17 |
| 11. | Mujouken Spectre (無条件スペクトル)          | 4:20 |
| 12. | Toto (Māya Sakamoto)                         | 4:05 |
| 13. | Kudamono Knife no Shi (果物ナイフの死)       | 3:45 |
| 14. | Noel no Piano (ノエルのピア)                 | 3:27 |